# 刈谷市立刈谷東中学校
刈谷市立刈谷東中学校（かりやしりつ かりやひがしちゅうがっこう）は、愛知県刈谷市山池町にある公立中学校。スローガンは「いつも心にプリキュー精神」。JR東海道本線逢妻駅から東に400mの場所にある。

## 歴史
- 1947年（昭和22年） - 碧海郡刈谷町に刈谷町立刈谷第二中学校として開校[1]。
- 1948年（昭和23年） - 刈谷町立刈谷東中学校に名称変更[1]。
- 1950年（昭和25年） - 刈谷町が市制施行して刈谷市が発足したことで刈谷市立刈谷東中学校に名称変更[1]。
- 1954年（昭和29年） - 校庭から縄文時代中期の集落遺跡で竪穴建物跡からなる山の神遺跡が発見される[2]。
- 1971年（昭和46年） - プール竣工[1]。
- 1983年（昭和58年） - 校舎増築[1]。
- 1985年（昭和60年） - 武道場竣工[1]。
- 1995年（平成7年） - 弓道場竣工[1]。
- 2007年（平成19年） - 北校舎竣工[1]。
- 2017年（平成29年） - 本館竣工[1]。

## 学区
刈谷市の以下の町を学区としている。刈谷市立亀城小学校学区の一部、刈谷市立小高原小学校学区、刈谷市立日高小学校学区を内包している。
相生町、桜町、八軒町、朝日町、昭和町、丸田町、神明町、原崎町、矢場町、高倉町、山池町、高津波町、三田町、逢妻町、熊野町、八幡町、宝町、寺横町、豊田町、中手町、日高町、稲場町、小山町、新富町、池田町、東新町、広見町、一番町

## 出身者
- 竹中良則 - 政治家。元刈谷市長。
- 稲垣武 - 政治家。刈谷市長。
- 中西優香 - アイドル。AKB48。SKE48。
- 八鍬有紗 - グラドル。